# Ochroconis gamsii
Ochroconis gamsii är en svampart som beskrevs av de Hoog 1985. Ochroconis gamsii ingår i släktet Ochroconis, divisionen sporsäcksvampar och riket svampar.   Inga underarter finns listade i Catalogue of Life.